# Епархия Итанагара
Епархия Итанагара (лат. Dioecesis Itanagarensis) — епархия Римско-Католической церкви c центром в городе Итанагар, Индия. Епархия Итанагар входит в митрополию Гувахати. Кафедральным собором епархии Итанагара является церковь святого Иосифа.

## История
7 декабря 2005 года Римский папа Бенедикт XVI выпустил буллу Cum nuper, которой учредил епархию Итанагара, выделив её из епархии Тезпура.

## Ординарии епархии
- епископ Иоанн Томас Каттукудийил (7.12.2005 — по настоящее время).

## Источник
- Annuario Pontificio, Ватикан, 2007
- Булла Cum nuper, AAS 98 (2006), стр. 303  (лат.)